# Championnats du monde d'haltérophilie 2013
Navigation
Édition précédente Édition suivante
Les championnats du monde d'haltérophilie 2013 ont eu lieu en Pologne, à Wrocław du 20 octobre 2013 au 27 octobre 2013.

## Programme
Heures locales (UTC+2).
| Date            | Heures | Catégories            |
| --------------- | ------ | --------------------- |
| 20 octobre 2013 | 11:00  | -48 kg Femmes Group B |
| 20 octobre 2013 | 13:25  | -48 kg Femmes Group A |
| 21 octobre 2013 | 12:00  | -53 kg Femmes Group B |
| 21 octobre 2013 | 14:00  | -56 kg Hommes Group B |
| 21 octobre 2013 | 16:55  | -53 kg Hommes Group A |
| 21 octobre 2013 | 19:55  | -56 kg Hommes Group A |
| 22 octobre 2013 | 12:00  | -58 kg Femmes Group B |
| 22 octobre 2013 | 14:00  | -62 kg Hommes Group B |
| 22 octobre 2013 | 16:55  | -58 kg Femmes Group A |
| 22 octobre 2013 | 19:55  | -62 kg Hommes Group A |
| 23 octobre 2013 | 10:00  | -69 kg Hommes Group B |
| 23 octobre 2013 | 12:00  | -69 kg Femmes Group C |
| 23 octobre 2013 | 14:00  | -63 kg Femmes Group B |
| 23 octobre 2013 | 16:55  | -63 kg Femmes Group A |
| 23 octobre 2013 | 19:55  | -69 kg Hommes Group A |

| 24 octobre 2013 | 10:00 | -69 kg Femmes Group B      |
| 24 octobre 2013 | 12:00 | -77 kg Hommes Group B      |
| 24 octobre 2013 | 14:00 | -85 kg Hommes Group C      |
| 24 octobre 2013 | 16:55 | -69 kg Femmes Group A      |
| 24 octobre 2013 | 19:55 | -77 kg Hommes Group A      |
| 25 octobre 2013 | 10:00 | -85 kg Hommes Group B      |
| 25 octobre 2013 | 12:00 | -75 kg Femmes Group B      |
| 25 octobre 2013 | 14:00 | +75 kg Femmes Group B      |
| 25 octobre 2013 | 16:55 | -85 kg Hommes Group A      |
| 25 octobre 2013 | 19:55 | -75 kg Femmes Group A      |
| 26 octobre 2013 | 10:00 | 105/+105 kg Hommes Group C |
| 26 octobre 2013 | 12:00 | -94 kg Hommes Group B      |
| 26 octobre 2013 | 14:00 | -105 kg Hommes Group B     |
| 26 octobre 2013 | 16:55 | -94 kg Hommes Group A      |
| 26 octobre 2013 | 19:55 | +75 kg Femmes Group A      |
| 27 octobre 2013 | 10:00 | +105 kg Hommes Group B     |
| 27 octobre 2013 | 12:55 | -105 kg Hommes Group A     |
| 27 octobre 2013 | 15:55 | +105 kg Hommes Group A     |

## Médaillés

### Hommes
| Event       | Or                           | Or        | Argent                       | Argent | Bronze                       | Bronze |
| 56 kg       | 56 kg                        | 56 kg     | 56 kg                        | 56 kg  | 56 kg                        | 56 kg  |
| ----------- | ---------------------------- | --------- | ---------------------------- | ------ | ---------------------------- | ------ |
| Arraché     | Long Qingquan Chine          | 130 kg    | Om Yun-chol Corée du Nord    | 127 kg | Thạch Kim Tuấn Viêt Nam      | 126 kg |
| Épaulé-jeté | Om Yun-chol Corée du Nord    | 162 kg    | Long Qingquan Chine          | 157 kg | Thạch Kim Tuấn Viêt Nam      | 157 kg |
| Total       | Om Yun-chol Corée du Nord    | 289 kg    | Long Qingquan Chine          | 287 kg | Thạch Kim Tuấn Viêt Nam      | 283 kg |
| 62 kg       |                              |           |                              |        |                              |        |
| Arraché     | Kim Un-guk Corée du Nord     | 150 kg    | Chen Lijun Chine             | 146 kg | Óscar Figueroa Colombie      | 139 kg |
| Épaulé-jeté | Óscar Figueroa Colombie      | 177 kg    | Chen Lijun Chine             | 175 kg | Kim Un-guk Corée du Nord     | 170 kg |
| Total       | Chen Lijun Chine             | 321 kg    | Kim Un-guk Corée du Nord     | 320 kg | Óscar Figueroa Colombie      | 316 kg |
| 69 kg       |                              |           |                              |        |                              |        |
| Arraché     | Liao Hui Chine               | 160 kg    | Oleg Chen Russie             | 160 kg | Kim Myong-hyok Corée du Nord | 152 kg |
| Épaulé-jeté | Liao Hui Chine               | 198 kg RM | Kim Myong-hyok Corée du Nord | 185 kg | Liang Chenxi Chine           | 183 kg |
| Total       | Liao Hui Chine               | 358 kg RM | Oleg Chen Russie             | 340 kg | Kim Myong-hyok Corée du Nord | 337 kg |
| 77 kg       |                              |           |                              |        |                              |        |
| Arraché     | Lü Xiaojun Chine             | 176 kg RM | Kim Kwang-song Corée du Nord | 163 kg | Krzysztof Zwarycz Pologne    | 161 kg |
| Épaulé-jeté | Lü Xiaojun Chine             | 204 kg    | Ulugbek Alimov Ouzbékistan   | 197 kg | Kim Kwang-song Corée du Nord | 196 kg |
| Total       | Lü Xiaojun Chine             | 380 kg RM | Kim Kwang-song Corée du Nord | 359 kg | Ulugbek Alimov Ouzbékistan   | 355 kg |
| 85 kg       |                              |           |                              |        |                              |        |
| Arraché     | Andrei Rybakou Biélorussie   | 179 kg    | Ivan Markov Bulgarie         | 175 kg | Apti Aukhadov Russie         | 175 kg |
| Épaulé-jeté | Apti Aukhadov Russie         | 212 kg    | Artem Okulov Russie          | 209 kg | Yoelmis Hernández Cuba       | 208 kg |
| Total       | Apti Aukhadov Russie         | 387 kg    | Ivan Markov Bulgarie         | 381 kg | Artem Okulov Russie          | 381 kg |
| 94 kg       |                              |           |                              |        |                              |        |
| Arraché     | Aleksandr Ivanov Russie      | 180 kg    | Vladimir Sedov Kazakhstan    | 180 kg | Almas Uteshov Kazakhstan     | 175 kg |
| Épaulé-jeté | Aleksandr Ivanov Russie      | 222 kg    | Almas Uteshov Kazakhstan     | 222 kg | Vladimir Sedov Kazakhstan    | 216 kg |
| Total       | Aleksandr Ivanov Russie      | 402 kg    | Almas Uteshov Kazakhstan     | 397 kg | Vladimir Sedov Kazakhstan    | 396 kg |
| 105 kg      |                              |           |                              |        |                              |        |
| Arraché     | Ruslan Nurudinov Ouzbékistan | 190 kg    | Bartłomiej Bonk Pologne      | 188 kg | Aleh Loban Biélorussie       | 182 kg |
| Épaulé-jeté | Ruslan Nurudinov Ouzbékistan | 235 kg    | David Bedzhanyan Russie      | 225 kg | Mohammad Reza Barari Iran    | 221 kg |
| Total       | Ruslan Nurudinov Ouzbékistan | 425 kg    | David Bedzhanyan Russie      | 405 kg | Bartłomiej Bonk Pologne      | 404 kg |
| +105 kg     |                              |           |                              |        |                              |        |
| Arraché     | Ruslan Albegov Russie        | 209 kg    | Bahador Molaei Iran          | 203 kg | Aleksey Lovchev Russie       | 200 kg |
| Épaulé-jeté | Bahador Molaei Iran          | 255 kg    | Ruslan Albegov Russie        | 255 kg | Artem Udachyn Ukraine        | 232 kg |
| Total       | Ruslan Albegov Russie        | 464 kg    | Bahador Molaei Iran          | 458 kg | Aleksey Lovchev Russie       | 430 kg |

### Femmes
| Event       | Or                            | Or        | Argent                        | Argent | Bronze                           | Bronze |
| 48 kg       | 48 kg                         | 48 kg     | 48 kg                         | 48 kg  | 48 kg                            | 48 kg  |
| ----------- | ----------------------------- | --------- | ----------------------------- | ------ | -------------------------------- | ------ |
| Arraché     | Tan Yayun Chine               | 84 kg     | Ryang Chun-hwa Corée du Nord  | 81 kg  | Carolina Valencia Mexique        | 78 kg  |
| Épaulé-jeté | Tan Yayun Chine               | 115 kg    | Ryang Chun-hwa Corée du Nord  | 105 kg | Carolina Valencia Mexique        | 103 kg |
| Total       | Tan Yayun Chine               | 199 kg    | Ryang Chun-hwa Corée du Nord  | 186 kg | Carolina Valencia Mexique        | 181 kg |
| 53 kg       |                               |           |                               |        |                                  |        |
| Arraché     | Li Yajun Chine                | 100 kg    | Sopita Tanasan Thaïlande      | 91 kg  | Iuliia Paratova Ukraine          | 90 kg  |
| Épaulé-jeté | Li Yajun Chine                | 121 kg    | Kittima Sutanan Thaïlande     | 114 kg | Rusmeris Villar Colombie         | 112 kg |
| Total       | Li Yajun Chine                | 221 kg    | Sopita Tanasan Thaïlande      | 203 kg | Kittima Sutanan Thaïlande        | 200 kg |
| 58 kg       |                               |           |                               |        |                                  |        |
| Arraché     | Deng Wei Chine                | 108 kg    | Kuo Hsing-chun Taipei chinois | 108 kg | Alexandra Escobar Équateur       | 103 kg |
| Épaulé-jeté | Kuo Hsing-chun Taipei chinois | 133 kg    | Alexandra Escobar Équateur    | 122 kg | Elena Shadrina Russie            | 122 kg |
| Total       | Kuo Hsing-chun Taipei chinois | 241 kg    | Alexandra Escobar Équateur    | 225 kg | Elena Shadrina Russie            | 218 kg |
| 63 kg       |                               |           |                               |        |                                  |        |
| Arraché     | Tima Turieva Russie           | 112 kg    | Jo Pok-hyang Corée du Nord    | 109 kg | Deng Mengrong Chine              | 108 kg |
| Épaulé-jeté | Tima Turieva Russie           | 140 kg    | Jo Pok-hyang Corée du Nord    | 140 kg | Deng Mengrong Chine              | 136 kg |
| Total       | Tima Turieva Russie           | 252 kg    | Jo Pok-hyang Corée du Nord    | 249 kg | Deng Mengrong Chine              | 244 kg |
| 69 kg       |                               |           |                               |        |                                  |        |
| Arraché     | Xiang Yanmei Chine            | 123 kg    | Ryo Un-hui Corée du Nord      | 119 kg | Oksana Slivenko Russie           | 118 kg |
| Épaulé-jeté | Xiang Yanmei Chine            | 148 kg    | Dzina Sazanavets Biélorussie  | 143 kg | Ryo Un-hui Corée du Nord         | 143 kg |
| Total       | Xiang Yanmei Chine            | 271 kg    | Ryo Un-hui Corée du Nord      | 262 kg | Dzina Sazanavets Biélorussie     | 259 kg |
| 75 kg       |                               |           |                               |        |                                  |        |
| Arraché     | Kang Yue Chine                | 126 kg    | Lidia Valentín Espagne        | 122 kg | Nadezhda Yevstyukhina Russie     | 120 kg |
| Épaulé-jeté | Nadezhda Yevstyukhina Russie  | 157 kg    | Kang Yue Chine                | 150 kg | Lidia Valentín Espagne           | 138 kg |
| Total       | Nadezhda Yevstyukhina Russie  | 277 kg    | Kang Yue Chine                | 276 kg | Lidia Valentín Espagne           | 260 kg |
| +75 kg      |                               |           |                               |        |                                  |        |
| Arraché     | Zhou Lulu Chine               | 146 kg    | Tatiana Kashirina Russie      | 142 kg | Chitchanok Pulsabsakul Thaïlande | 131 kg |
| Épaulé-jeté | Tatiana Kashirina Russie      | 190 kg RM | Zhou Lulu Chine               | 182 kg | Chitchanok Pulsabsakul Thaïlande | 160 kg |
| Total       | Tatiana Kashirina Russie      | 332 kg    | Zhou Lulu Chine               | 328 kg | Chitchanok Pulsabsakul Thaïlande | 291 kg |

## Tableau des médailles
Tableau des médailles: Résultat total.
| Rang  | Nation         | Or | Argent | Bronze | Total |
| ----- | -------------- | -- | ------ | ------ | ----- |
| 1     | Chine          | 20 | 6      | 5      | 31    |
| 2     | Russie         | 13 | 11     | 6      | 30    |
| 3     | Corée du Nord  | 3  | 12     | 4      | 19    |
| 4     | Ouzbékistan    | 3  | 1      | 1      | 5     |
| 5     | Taipei chinois | 2  | 1      | 0      | 3     |
| 6     | Biélorussie    | 1  | 1      | 4      | 6     |
| 7     | Iran           | 1  | 2      | 1      | 4     |
| 8     | Colombie       | 1  | 0      | 1      | 2     |
| 9     | Azerbaïdjan    | 0  | 4      | 3      | 7     |
| 10    | Kazakhstan     | 0  | 2      | 3      | 5     |
| 11    | Équateur       | 0  | 2      | 1      | 3     |
| 12    | Bulgarie       | 0  | 2      | 0      | 2     |
| 13    | Pologne        | 0  | 1      | 2      | 3     |
| 14    | Thaïlande      | 0  | 0      | 4      | 4     |
| 15    | Mexique        | 0  | 0      | 3      | 3     |
| 15    | Viêt Nam       | 0  | 0      | 3      | 3     |
| 17    | Cuba           | 0  | 0      | 1      | 1     |
| 17    | Espagne        | 0  | 0      | 1      | 1     |
| 17    | Ukraine        | 0  | 0      | 1      | 1     |
| Total | Total          | 45 | 45     | 45     | 135   |

Tableau des médailles: Résultat total, Arraché et Epaulé-jeté.
| Rang  | Nation         | Or | Argent | Bronze | Total |
| ----- | -------------- | -- | ------ | ------ | ----- |
| 1     | Chine          | 20 | 8      | 4      | 32    |
| 2     | Russie         | 14 | 7      | 8      | 29    |
| 3     | Corée du Nord  | 3  | 13     | 5      | 21    |
| 4     | Ouzbékistan    | 3  | 1      | 1      | 5     |
| 5     | Taipei chinois | 2  | 1      | 0      | 3     |
| 6     | Iran           | 1  | 2      | 1      | 4     |
| 7     | Biélorussie    | 1  | 1      | 2      | 4     |
| 8     | Colombie       | 1  | 0      | 3      | 4     |
| 9     | Thaïlande      | 0  | 3      | 4      | 7     |
| 10    | Kazakhstan     | 0  | 3      | 3      | 6     |
| 11    | Équateur       | 0  | 2      | 1      | 3     |
| 12    | Bulgarie       | 0  | 2      | 0      | 2     |
| 13    | Pologne        | 0  | 1      | 2      | 3     |
| 13    | Espagne        | 0  | 1      | 2      | 3     |
| 15    | Mexique        | 0  | 0      | 3      | 3     |
| 15    | Viêt Nam       | 0  | 0      | 3      | 3     |
| 17    | Ukraine        | 0  | 0      | 2      | 2     |
| 18    | Cuba           | 0  | 0      | 1      | 1     |
| Total | Total          | 45 | 45     | 45     | 135   |

## Classement des nations
| Rang | Pays       | Points |
| ---- | ---------- | ------ |
| 1    | Russie     | 586    |
| 2    | Chine      | 510    |
| 3    | Iran       | 449    |
| 4    | Pologne    | 367    |
| 5    | Kazakhstan | 345    |
| 6    | Équateur   | 340    |

| Rang | Pays       | Points |
| ---- | ---------- | ------ |
| 1    | Chine      | 505    |
| 2    | Russie     | 441    |
| 3    | Mexique    | 377    |
| 4    | Colombie   | 360    |
| 5    | Pologne    | 336    |
| 6    | États-Unis | 311    |